# Catocala uxor
Catocala uxor är en fjärilsart som beskrevs av Jacob Hübner 1791. Catocala uxor ingår i släktet Catocala och familjen nattflyn. Inga underarter finns listade i Catalogue of Life.